# Zhang Qun
Zhang Qun (ur. 9 maja 1889, zm. 14 grudnia 1990) – polityk tajwański.
Pochodził z Huayang w prowincji Syczuan. Otrzymał tradycyjną edukację konfucjańską i w 1906 dostał się na studia w Akademii Wojskowej w Baoding. W 1907 wysłany na stypendium rządowe do Tokio, gdzie poznał Czang Kaj-szeka, którego do końca życia był bliskim współpracownikiem. W Japonii Zhang i Czang wstąpili razem do republikańskiej Ligi Związkowej. Po ukończeniu edukacji służył w armii japońskiej, w 1911 roku powrócił jednak do Chin, by wziąć udział w rewolucji Xinhai. W 1913 roku uczestniczył w tzw. drugiej rewolucji, skierowanej przeciwko dyktatorskim zapędom prezydenta Yuan Shikaia; po jej upadku uciekł do Japonii.
Gdy Yuan Shikai ogłosił się w 1915 cesarzem, Zhang potajemnie przedostał się do Szanghaju, gdzie zajął się organizowaniem ruchu oporu. Na początku lat 20. XX w. walczył pod wodzą Feng Yuxianga przeciwko militarystycznemu rządowi pekińskiemu. Po ekspedycji północnej zajmował wysokie stanowiska w strukturach Kuomintangu, wojsku i dyplomacji. W 1928 wszedł w skład Centralnego Komitetu Wykonawczego KMT. W latach 1929–1931 był burmistrzem Szanghaju, następnie 1933-1935 gubernatorem prowincji Hubei. Od 1935 do 1937 roku był ministrem spraw zagranicznych Republiki Chińskiej. Uległy wobec Japończyków, nie potrafił przeciwstawić się ich ekspansji w północnych Chinach, próbując do samego końca szukać porozumienia na drodze negocjacji.
Po wybuchu w 1937 wojny z Japonią został sekretarzem generalnym Narodowej Rady Obrony. Od 1940 do 1945 piastował urząd gubernatora prowincji Syczuan. W 1946 był delegatem na zakończone niepowodzeniem rozmowy pokojowe z komunistami.
W latach 1947–1948 piastował urząd premiera Republiki Chińskiej, bezskutecznie próbując przeprowadzić reformę rolną i stabilizację pieniądza. W obliczu ofensywy komunistycznej pod koniec 1949 roku uciekł wraz z rządem kuomintangowskim na Tajwan. W latach 50. jako doradca prezydencki działał na rzecz współpracy japońsko-tajwańskiej. W 1965 był obserwatorem rządu RCh na II soborze watykańskim.